# Champeaux (Ille i Vilaine)
Champeaux (en bretó Kampal, en gal·ló Champiao) és un municipi francès, situat a la regió de Bretanya, al departament d'Ille i Vilaine. L'any 2006 tenia 456 habitants. Limita al nord amb Val-d'Izé, al nord-est amb Landavran, a l'oest amb Marpiré, a l'est amb Montreuil-sous-Pérouse, al sud-oest amb Saint-Jean-sur-Vilaine i al sud-est amb Pocé-les-Bois.

## Demografia
| 1962                                       | 1968 | 1975 | 1982 | 1990 | 1999 |
| ------------------------------------------ | ---- | ---- | ---- | ---- | ---- |
| 304                                        | 322  | 311  | 329  | 390  | 420  |
| Des de 1962: població sense dobles comptes |      |      |      |      |      |

## Administració
| Període | Identitat           | Partit        |
| ------- | ------------------- | ------------- |
| 2008-   | Jean-Pierre Renault | Divers droite |